# 谭家述

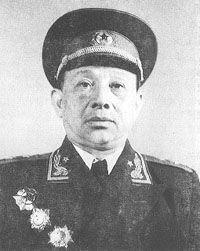

谭家述（1909年—1987年8月11日），原名谭寿生，化名杨平。中国湖南茶陵人。

## 生平
- 1926年，加入中国共产主义青年团。
- 1927年8月，参加南昌起义。
- 1928年，中国共产党党员，茶陵县游击队副队长、中国工农红军红四军三十一团二营五连副连长，参加了创建井冈山革命根据地的斗争。
- 1929年，茶陵游击队队长、大队长、纵队长，参加创建湘赣革命根据地。
- 1930年10月，湘东独立师(后改为湘东南独立师)参谋长兼第三团团长。
- 1931年8月，湘赣独立第一师参谋长兼第三团团长。
- 1932年6月，湘赣独立师师长，同年11月任湘赣红八军第二十二师师长。
- 1933年6月，红六军团十八师参谋长兼五十三团团长，湘赣军区第三分区指挥部指挥。参与指挥永阳、棠市等战斗和参加湘赣革命根据地反“围剿”作战。曾获三等红星奖章。同年8月任红六军团参谋长，随部西征。
- 1935年7月, 红军大学第六分校副校长。同年11月参加长征，任红六军团参谋长。到陕北后，入保安抗日红军大学学习。抗日战争爆发后，任延安抗日军政大学第十四队队长、教员。
- 1938年5月，被派赴苏联。
- 1939年，入苏联伏龙芝军事学院学习。
- 1946年5月，晋察冀军区军政干校教育长。
- 1948年6月，华北军政大学教育长。
- 1949年10月，华北军政大学副校长。
- 1950年12月，军委防空部队副司令员兼参谋长。
- 1954年2月，兼高炮指挥部司令员。
- 1955年，被授予中将军衔和一级八一勋章、二级独立自由勋章、一级解放勋章。
- 1957年5月，空军副司令员，后兼空军军校部部长。[1]